# Sebastián Morquio
Sebastián Darío Morquio Flores (Montevideo, Uruguay, 22 de enero de 1976) es un exfutbolista uruguayo. Jugaba de defensor, surgido de las inferiores Nacional y su último equipo fue Deportivo Maipú de Argentina.

## Trayectoria
Comienza su carrera profesional en Nacional, su equipo formativo y del cual es un confeso hincha y barra brava. A pesar de aquello jugó poco en el primer equipo del Bolso, un total de 7 partidos (en donde no jugó ningún partido el año 1998), por lo que a inicios de 1999 es mandado a Huracán. Allí se transformó en ídolo y referente, principalmente por lograr el ascenso de la mano de Carlos Babington, tras ganar la Primera B Nacional 1999-00 y también por marcar goles importantes, como uno a San Lorenzo en un clásico por el Apertura 2000, en el Estadio Tomás Adolfo Ducó, en el que Huracán ganó por 2 a 1. Como jugador del Globo estuvo hasta 2002, con más de 100 partidos jugados y 20 goles anotados.
Luego hace presencia en el extranjero vistiendo las camisetas del Uralan Elista de Rusia, Alianza Lima, El Porvenir de Argentina, la Universidad Católica de Ecuador, Aldosivi, regresa un año a su país para jugar por Progreso y después cruza nuevamente el Río de la Plata para jugar en San Martín de Mendoza.
En 2009 llegó a Chile para jugar en el recientemente ascendido a Primera División, Curicó Unido. En el albirrojo mostró todo su potencial, entrega y pasión, y aunque no pudo evitar el descenso del club a Primera B la hinchada lo recuerda con cariño y respeto. En su única temporada en el fútbol chileno jugó 23 partidos e hizo un gol de tiro libre, frente a la Universidad de Concepción.
Al año siguiente recae en Deportivo Español de Buenos Aires, y desde mitad del 2011 fue refuerzo de Deportivo Maipú, hasta que fue desvinculado del equipo por problemas con el presidente del club, Omar Sperdutti, en febrero del 2012. Aquel episodio significó también su retiro de la actividad profesional, a los 36 años de edad.

### Selección nacional
En 2003 fue convocado a la Selección uruguaya, para disputar los dos primeros partidos de las Eliminatorias Sudamericanas para el Mundial de Alemania 2006, aunque no vio acción en partidos oficiales. Solamente jugó en un par de amistosos contra equipos locales.

## Clubes
| Club                  | País      | Año       |
| --------------------- | --------- | --------- |
| Nacional              | Uruguay   | 1996-1998 |
| Huracán               | Argentina | 1999-2002 |
| Uralan Elista         | Rusia     | 2003      |
| Alianza Lima          | Perú      | 2003      |
| El Porvenir           | Argentina | 2004-2005 |
| Universidad Católica  | Ecuador   | 2005      |
| Aldosivi              | Argentina | 2006-2007 |
| Progreso              | Uruguay   | 2007      |
| San Martín de Mendoza | Argentina | 2008      |
| Curicó Unido          | Chile     | 2009      |
| Deportivo Español     | Argentina | 2010-2011 |
| Deportivo Maipú       | Argentina | 2011-2012 |

## Palmarés

### Campeonatos nacionales
| Título                 | Club         | País      | Año     |
| ---------------------- | ------------ | --------- | ------- |
| Primera B Nacional     | Huracán      | Argentina | 1999-00 |
| Torneo Descentralizado | Alianza Lima | Perú      | 2003    |